# Âmes vaillantes
La revue Âmes vaillantes a été créée par les éditions Fleurus en décembre 1937, à l'intention des jeunes filles. Moins connue que Cœurs vaillants, elle a cependant une audience presque comparable et paraît jusqu'en 1963, puis jusqu'en 1981 sous d'autres titres. 
Elle publie des auteurs notoires comme Hergé (Jo, Zette et Jocko), Maurice Cuvillier (Perlin et Pinpin, Sylvain et Sylvette), Joseph Pinchon, François Bel, Robert Rigot, Edmond-François Calvo, Pierre Brochard, Noël Gloesner, Alain d'Orange (Frédérique). 
Cette revue s'appelle ensuite J2 Magazine de 1963 à 1974, puis Djin de 1974 à 1981.

## Historique

### Les débuts mouvementés, de 1937 à 1947
Le journal pour jeunes filles Âmes vaillantes est lancé en décembre 1937 par les éditions Fleurus, sur l'exemple de la revue Cœurs vaillants, en lien avec le mouvement Cœurs vaillants-Âmes vaillantes. Au début, cette revue comporte surtout des textes et des nouvelles illustrées, mais aussi quelques séries et histoires de Patrice comme la Petite mystère ; de Maurice Cuvillier avec Zimbo et Simba ; de Joseph Pinchon avec Yanek i Yanka. Figure aussi Jo, Zette et Jocko, de Hergé, auparavant publié dans Cœurs vaillants.
À cause de l'invasion allemande en juin 1940, la rédaction de Fleurus se replie à Clermont-Ferrand puis à Lyon, et fait paraître quelques numéros sous la dénomination commune « Cœurs vaillants et Âmes vaillantes ». Cette publication conjointe continue de façon bimensuelle jusqu'en 1944. En parallèle, la publication d'Âmes vaillantes proprement dit reprend le 22 septembre 1940. Apparaît alors la série de deux joyeux petits personnages nains, Perlin et Pinpin, de Cuvillier.
Cette publication s'interrompt en septembre 1944, à cause des restrictions de papier. L'éditeur Fleurus s'associe alors à la Voix de l'Ouest pour publier ensemble la revue Perlin et Pinpin jusqu'à ce qu'Âmes vaillantes reparaisse.
Âmes vaillantes reparaît sous son nom original en septembre 1946. D'abord bimensuelle, la revue redevient hebdomadaire. En dehors de celles de Cuvillier, les bandes dessinées publiées à cette époque, de Gal et de Plus, « ne sont guère convaincantes ».

### Essor jusqu'aux années 1960, puisJ2 MagazineetDjin
À partir de 1948, les bandes dessinées d'Âmes vaillantes redeviennent intéressantes, grâce à François Bel avec Pat et Moune. Dans les années 1950, le rejoignent Erik avec Finette, Robert Rigot avec Chantal, Edmond-François Calvo avec Babou. Plusieurs récits sont illustrés par Pierre Brochard, André Gaudelette, Janine Lay, Noël Gloesner, Alain d'Orange.
Le tirage est de 107 500 exemplaires en 1951, donc 20 % de moins que les 135 750 exemplaires pour Cœurs vaillants la même année.
Selon Patrick Gaumer, Âmes vaillantes est moins connu que Cœurs vaillants, et ne bénéficie que d'une distribution confessionnelle, mais cette publication reste mémorable pour les auteurs talentueux qui y ont contribué. Pour Claude Moliterni, Âmes vaillantes reste très proche de Cœurs vaillants, avec des personnages et des séries différentes, mais avec généralement les mêmes dessinateurs.
Âmes vaillantes devient J2 Magazine en 1963, puis Djin en octobre 1974, et paraît sous ce nom jusqu'en 1981. Avec Formule 1 (un magazine similaire édité par Fleurus en direction du public masculin), il est remplacé le 1er septembre 1981 par un magazine unique : Triolo.

## Principales séries
- Jo, Zette et Jocko, de Hergé :
  - Le Rayon invisible (Le Manitoba ne répond plus) : du no 4 (1938) au no 32 (1939)
  - Le Rayon invisible (L'Éruption du Karamako) : du no 33 (1939) au no 18 (1940)
- Perlin et Pinpin, de Maurice Cuvillier, à partir de 1940.
- Sylvain et Sylvette, de Maurice Cuvillier, à partir de 1941.
- Frédérique, d'Alain d'Orange et Henriette Robitaillie, de 1962 à 1972.